# Esagono (gruppo musicale)
Gli Esagono sono un gruppo musicale jazz rock italiano, formatosi negli anni settanta a Torino.

## Storia del gruppo
Gli Esagono si formano nel 1975, dall'incontro di alcuni musicisti con esperienze precedenti in altri gruppi: Marco Cimino (Errata Corrige), Marco Gallesi (Arti & Mestieri) e Giorgio Diaferia (Combo Jazz), fra gli altri.
Pubblicano il primo album in cui partecipano come ospiti Giovanni Vigliar, Gigi Venegoni e Arturo Vitale, degli Arti&Mestieri. Il disco, interamente strumentale, ricorda alcune sonorità di band come i Weather Report o, per rimanere in Italia, i Perigeo.
All'inizio degli anni ottanta il gruppo vira verso sonorità decisamente più jazzistiche e si arricchisce dell'inserimento di musicisti quali Flavio Boltro alla tromba, Claudio Bonadè al sax, Enrico Cresci alla chitarra (e voce), Massimo Artiglia al pianoforte.
Dopo una intensa attività live, il gruppo si scioglie. I componenti continuano comunque l'attività musicale. Cimino fonda i Freelance, Diaferia prosegue la sua attività musicale a fianco di artisti internazionali, lo stesso dicasi per Gallesi.
Nel 2002, in occasione della ristampa dell'LP in cd, gli Esagono si riformano, riprendendo ad esibirsi dal vivo e pubblicando, nel 2007, un cd dal vivo per l'Electromantic Music, contenente alcuni inediti.
Nel 2008 viene pubblicato il nuovo CD Apocalypso con l'etichetta Electromantic.
Nel 2010 compiono una felice serie di concerti a Tokyo e nel 2013 viene pubblicato il nuovo album Wine Notes

## Formazione
- Marco Cimino: tastiere, flauto, voce
- Iacopo Albini: sax, tenore e soprano
- Enrico Degani: chitarra
- Michele Anelli: contrabbasso
- Giorgio Diaferia: batteria

## Discografia

### 33 giri
- 1976: Vicolo (Mu Records, UM 101)

### CD
- 2002: Vicolo (Electromantic Music, ARTS 9011; ristampa su CD dell'albu del 1976)
- 2007: Esagono 2 (Electromantic Music, TJRS F003; dal vivo con un brano in studio)
- 2008: Apocalypso (Electromantic Music, Electromantic TJRS
- 2013: Wine Notes (Electromantic Music, TJRS)